# 上影寰亚
上影寰亚文化发展（上海）有限公司，是上海电影集团公司与香港寰亚综艺娱乐集团于2009年成立的一家中港合资的影视娱乐与演艺经纪公司。2014年，上影寰亚公司管理层重新组合，以总经理樊斐斐为主的新的经营团队在2014年强势加入公司管理体系，并聘请赵岩森先生为艺术总监。

## 成立背景
公司前身由上影集团、香港寰亚电影有限公司及北京国立常升影视文化传播有限公司共同投资的上影寰亚文化发展(上海)有限公司在上海于2009年6月15日宣布正式成立。

2014年  公司重组 落户于位于上影集团下属上影广场    樊斐斐出任总经理 将带领全新的上影寰亚，再影视行业掀起新的风潮

## 公司构成
- 上影集团、香港寰亚电影有限公司两家公司控股，上影集团占大头[2]。
- 董事长：任仲伦
- 副董事长：林建岳
- 总经理：樊斐斐

官网http://www.shangyinghuanya.com/（页面存档备份，存于）

## 公司作品
电视剧
《华胥引之绝爱之城》
《金牌律师》
《两生花》

## 相关公司
- 上影集团
- 上影英皇
- 寰亚电影有限公司